# Greatest Hits (Mariah Carey-album)
A Greatest Hits Mariah Carey amerikai énekesnő tizenegyedik albuma és második válogatásalbuma. 2001. december 4-én jelent meg, és az énekesnő első nyolc albumának – Mariah Carey, Emotions, MTV Unplugged, Music Box, Daydream, Butterfly, #1’s, Rainbow – kislemezen megjelent dalait tartalmazza.
2011-ben az Egyesült Királyságban és Írországban újra megjelent, The Essential Mariah Carey címmel, a Sony The Essential sorozatának részeként. Ugyanezen címmel az Egyesült Államokban is megjelent 2012 májusában, eltérő számlistával; némelyik dalnak a hosszabb remixváltozata került rá, másokat pedig lecseréltek olyan számokra, melyek nem jelentek meg kislemezen. A design nagyrészt megegyezik a Greatest Hits albuméval.

## Tartalma
Carey korábban már megjelentetett egy válogatásalbumot, #1’s címmel. A Greatest Hitset a Sony Music részét képező Columbia Records már azután adta ki, hogy az énekesnő otthagyta őket; Mariah-nak kevés beleszólása volt a megjelenésébe, mert a szerződése értelmében még két albummal tartozott a kiadónak. (A másik album, amivel végül lerótta tartozását, a 2003-ban megjelent The Remixes volt.) A Greatest Hits megjelentetésében az énekesnő nem sokat működött közre, és a borítószövegben sincs üzenet tőle a rajongóknak. A #1’s albumon található majdnem minden dal felkerült a Greatest Hitsre (a Whenever You Call duett és a Do You Know Where You’re Going To kivételével). A Greatest Hitsre felkerülő, de a #1’s-on nem szereplő számok:
- A Can’t Let Go (1991), a Make It Happen (1992) és az Anytime You Need a Friend (1994), amik sikert arattak ugyan, de nem lettek listavezetők a Billboard Hot 100-on;
- Az I Don’t Wanna Cry (1991) és a Without You (1994); előbbi csak az USA-beli, utóbbi csak a nemzetközi változatán szerepelt a #1’s-nak;
- Az Endless Love, mely most először szerepelt Carey egy albumán;
- Az USA-ban csak a rádióknak, promóként kiküldött Forever (1996), Underneath the Stars (1996) és Butterfly (1997);
- A #1’s-t követő Rainbow album három kislemeze: a Heartbreaker, (1999) a Thank God I Found You (2000) és a Can’t Take That Away (Mariah’s Theme) (2000);
- Az All I Want for Christmas Is You (1994) So So Def remixe, ami korábban csak Japánban volt kapható kislemezen.

Az album nemzetközi változatára ezeken kívül felkerült az Against All Odds (Take a Look at Me Now) (2000) című dalnak a Westlife-fal énekelt változata. A Japánban megjelent változat a legteljesebb, mert ezen is szerepel az Against All Odds, valamint az Open Arms (1996); a Music Box album kislemezen meg nem jelentetett címadó dala (1993); az All I Want for Christmas Is You és a Never Too Far/Hero Medley (2001).
Az Egyesült Királyságban megjelent változaton eredetileg nem szerepelt az All I Want for Christmas Is You (So So Def Remix), csak a 2005-ös új kiadáson.
Careynek minden, Columbia Recordsnál megjelentetett, forgalomba kerülő (nem csak promóciós) kislemezen kiadott dala szerepel az albumnak legalább az egyik változatán, kivéve a következőket: There’s Got to Be a Way, If It’s Over, Never Forget You, Joy to the World, Breakdown, The Roof, Do You Know Where You’re Going To, Crybaby.

## Fogadtatása
Careynek nem sok beleszólása volt az album megjelentetésébe, a dalok összeállításában azonban Tommy Mottola, a kiadóvezető megkérdezte a véleményét. Így rákerülhetett pár olyan dal, amit Mariah mindig is szeretett volna rátenni egy válogatásalbumra, és amik hiánya miatt első válogatásalbumát, a #1’s-t nem tartotta „greatest hits”-albumnak. Az album azonban, ami nem sokkal a Glitter, Careynek az új kiadója által megjelentetett első albuma után jelent meg, nem sok promóciót kapott, és nem hozott akkora sikert, mint az énekesnő korábbi albumai. Az Egyesült Államokban a Billboard 200 52. helyén nyitott, az első héten 54 483 példány kelt el belőle. Tizenegy hétig maradt a listán. Az albumból összesen az USA-ban 926 500 példány kelt el (platinalemez lett), világszerte pedig több mint négymillió.
Carey nem nagyon említi ezt az albumát, csak egy interjúban említette meg, hogy reméli, rajongóinak tetszeni fog, mert több olyan dal is rákerült, ami annak idején a #1’s-ra nem. Tizennegyedik albuma, a 2005-ben kiadott The Emancipation of Mimi sikere után azonban a Greatest Hitsből is egyre több kelt el; ezért 2005. október 10-én az Egyesült Királyságban újra megjelentették és ezúttal rákerült az All I Want for Christmas Is You (So So Def Remix) is. Ez az új kiadás a UK Albums Chart slágerlista 9. helyén debütált és a megjelenést követő második héten feljutott a 7. helyig.

## Dalok
| 1. CD           | 1. CD                           | 1. CD |
| #               | Cím                             | Hossz |
| --------------- | ------------------------------- | ----- |
| 1.              | Vision of Love                  | 3:31  |
| 2.              | Love Takes Time                 | 3:51  |
| 3.              | Someday                         | 4:08  |
| 4.              | I Don’t Wanna Cry               | 4:51  |
| 5.              | Emotions                        | 4:10  |
| 6.              | Can’t Let Go                    | 4:29  |
| 7.              | Make It Happen                  | 5:09  |
| 8.              | I’ll Be There                   | 4:26  |
| 9.              | Dreamlover                      | 3:55  |
| 10.             | Hero                            | 4:20  |
| 11.             | Without You                     | 3:37  |
| 12.             | Anytime You Need a Friend       | 4:27  |
| 13.             | Endless Love                    | 4:21  |
| 14.             | Fantasy                         | 4:04  |
| Japán bónuszdal |                                 |       |
| 15.             | Open Arms                       | 3:30  |
| 16.             | Music Box                       | 4:57  |
| 17.             | All I Want for Christmas Is You | 4:02  |

| 2. CD                | 2. CD                                             | 2. CD |
| #                    | Cím                                               | Hossz |
| -------------------- | ------------------------------------------------- | ----- |
| 1.                   | One Sweet Day                                     | 4:43  |
| 2.                   | Always Be My Baby                                 | 4:20  |
| 3.                   | Forever                                           | 4:01  |
| 4.                   | Underneath the Stars                              | 3:35  |
| 5.                   | Honey                                             | 5:02  |
| 6.                   | Butterfly                                         | 4:36  |
| 7.                   | My All                                            | 3:53  |
| 8.                   | Sweetheart                                        | 4:24  |
| 9.                   | When You Believe                                  | 4:36  |
| 10.                  | I Still Believe                                   | 3:57  |
| 11.                  | Heartbreaker                                      | 4:48  |
| 12.                  | Thank God I Found You                             | 4:20  |
| 13.                  | Can’t Take That Away (Mariah’s Theme)             | 4:34  |
| Nemzetközi bónuszdal |                                                   |       |
| 14.                  | Against All Odds (Take a Look at Me Now)          | 3:21  |
| Japán bónuszdal      |                                                   |       |
| 15.                  | All I Want for Christmas Is You (So So Def Remix) | 3:43  |
| 16.                  | Never Too Far/Hero Medley                         | 4:21  |